# Marianowo (powiat śremski)
Marianowo – wieś w Polsce położona w województwie wielkopolskim, w powiecie śremskim, w gminie Śrem. W latach 1975–1998 miejscowość należała administracyjnie do województwa poznańskiego.
Wieś położona przy drodze powiatowej nr 4067 do Grabianowa. Do świątków przydrożnych Marianowa należy figura Matki Boskiej Niepokalanie Poczętej z 1990 oraz kapliczka Matki Boskiej Różańcowej z lat 60. XX wieku. 

## Demografia
Liczba mieszkańców miejscowości w poszczególnych latach:
| Rok  | Ilość mieszkańców |
| ---- | ----------------- |
| 1998 | 35                |
| 2002 | 37                |
| 2009 | 37                |
| 2011 | 40                |
| 2021 | 32                |
| 2022 | 32                |